# Asplenium sulcatum
Asplenium sulcatum là một loài dương xỉ trong họ Aspleniaceae. Loài này được Lam. mô tả khoa học đầu tiên năm 1786.

## Hình ảnh

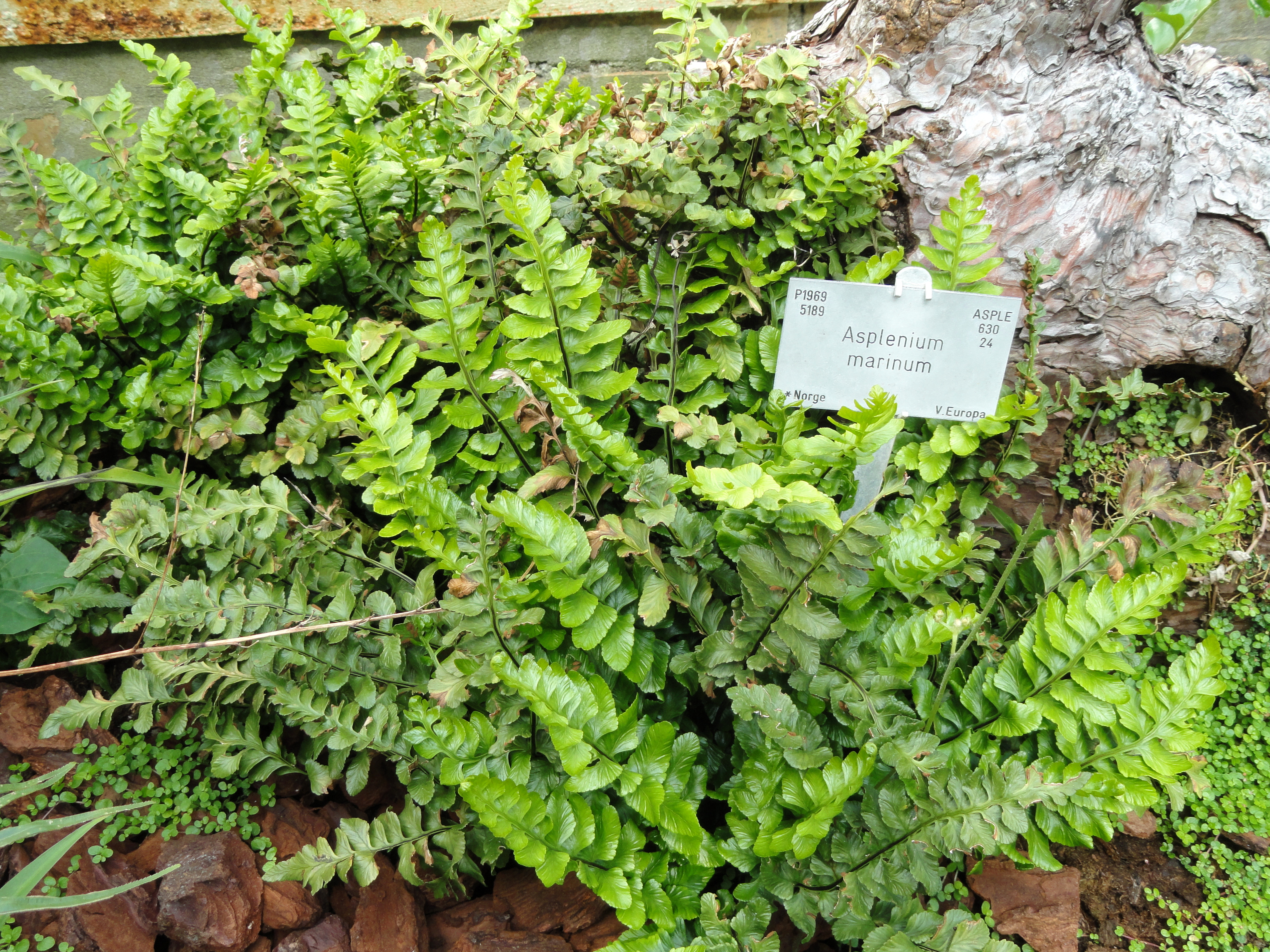